# Simning vid världsmästerskapen i simsport 2024 – Herrarnas 200 meter frisim
Herrarnas 200 meter frisim vid världsmästerskapen i simsport 2024 avgjordes mellan den 12 och 13 februari 2024 i Aspire Dome i Doha i Qatar.
Sydkoreanske Hwang Sun-woo tog guld efter ett lopp på 1 minut och 44,75 sekunder. Silvret togs av litauiske Danas Rapšys och bronset togs av amerikanske Luke Hobson.

## Rekord
Inför tävlingens start fanns följande världs- och mästerskapsrekord:
|                   | Namn            | Nation   | Tid     | Ort          | Datum        |
| ----------------- | --------------- | -------- | ------- | ------------ | ------------ |
| Världsrekord      | Paul Biedermann | Tyskland | 1.42,00 | Rom, Italien | 28 juli 2009 |
| Mästerskapsrekord | Paul Biedermann | Tyskland | 1.42,00 | Rom, Italien | 28 juli 2009 |

## Resultat

### Försöksheat
Försöksheaten startade den 12 februari klockan 10:21.
| Placering | Heat | Bana | Namn                  | Nationalitet             | Tid     | Noteringar |
| --------- | ---- | ---- | --------------------- | ------------------------ | ------- | ---------- |
| 1         | 6    | 4    | Lukas Märtens         | Tyskland                 | 1.45,74 | 0Q0        |
| 2         | 5    | 3    | Rafael Miroslaw       | Tyskland                 | 1.45,89 | 0Q0        |
| 3         | 7    | 3    | Danas Rapšys          | Litauen                  | 1.45,95 | 0Q0        |
| 4         | 6    | 5    | Duncan Scott          | Storbritannien           | 1.46,09 | 0Q0        |
| 5         | 5    | 4    | Luke Hobson           | USA                      | 1.46,54 | 0Q0        |
| 6         | 6    | 1    | Elijah Winnington     | Australien               | 1.46,69 | 0Q0        |
| 7         | 6    | 3    | Kai James Taylor      | Australien               | 1.46,81 | 0Q0        |
| 8         | 7    | 5    | Katsuhiro Matsumoto   | Japan                    | 1.46,84 | 0Q0        |
| 9         | 6    | 2    | Lucas Henveaux        | Belgien                  | 1.46,93 | 0Q0        |
| 10        | 5    | 5    | Lee Ho-joon           | Sydkorea                 | 1.46,97 | 0Q0        |
| 11        | 7    | 4    | Hwang Sun-woo         | Sydkorea                 | 1.46,99 | 0Q0        |
| 12        | 7    | 7    | Ji Xinjie             | Kina                     | 1.47,13 | 0Q0        |
| 13        | 6    | 0    | Kamil Sieradzki       | Polen                    | 1.47,25 | 0Q0        |
| 14        | 7    | 1    | Guilherme Costa       | Brasilien                | 1.47,28 | 0Q0        |
| 15        | 7    | 6    | Felix Auböck          | Österrike                | 1.47,30 | 0Q0        |
| 16        | 5    | 6    | Denis Loktev          | Israel                   | 1.47,37 | 0Q0        |
| 17        | 5    | 0    | César Castro          | Spanien                  | 1.47,40 |            |
| 18        | 7    | 2    | Fernando Scheffer     | Brasilien                | 1.47,42 |            |
| 19        | 7    | 0    | Nándor Németh         | Ungern                   | 1.47,52 |            |
| 20        | 4    | 4    | Kregor Zirk           | Estland                  | 1.47,54 |            |
| 21        | 6    | 8    | Velimir Stjepanović   | Serbien                  | 1.47,55 |            |
| 22        | 5    | 1    | Jorge Iga             | Mexiko                   | 1.47,56 |            |
| 22        | 5    | 8    | Robin Hanson          | Sverige                  | 1.47,56 |            |
| 24        | 7    | 8    | Matteo Ciampi         | Italien                  | 1.47,65 |            |
| 25        | 5    | 2    | Antonio Djakovic      | Schweiz                  | 1.47,67 |            |
| 26        | 5    | 7    | Jack McMillan         | Storbritannien           | 1.47,85 |            |
| 27        | 6    | 9    | Matthew Sates         | Sydafrika                | 1.47,98 |            |
| 28        | 4    | 6    | Niko Janković         | Kroatien                 | 1.48,39 |            |
| 29        | 6    | 6    | Marco De Tullio       | Italien                  | 1.48,46 |            |
| 30        | 7    | 9    | Alfonso Mestre        | Venezuela                | 1.48,74 |            |
| 31        | 4    | 5    | Javier Acevedo        | Kanada                   | 1.48,89 |            |
| 32        | 4    | 3    | Khiew Hoe Yean        | Malaysia                 | 1.49,14 |            |
| 33        | 5    | 9    | Sašo Boškan           | Slovenien                | 1.49,66 |            |
| 34        | 4    | 2    | Glen Lim Jun Wei      | Singapore                | 1.49,71 |            |
| 35        | 3    | 4    | Ondrej Gemov          | Tjeckien                 | 1.49,78 |            |
| 35        | 4    | 1    | Wesley Roberts        | Cooköarna                | 1.49,78 |            |
| 37        | 3    | 5    | František Jablcnik    | Slovakien                | 1.50,88 |            |
| 38        | 6    | 7    | Pan Zhanle            | Kina                     | 1.51,03 |            |
| 39        | 3    | 7    | Tanish Mathew         | Indien                   | 1.51,68 |            |
| 40        | 2    | 5    | Reds Rullis           | Lettland                 | 1.52,42 |            |
| 41        | 4    | 0    | Yordan Yanchev        | Bulgarien                | 1.52,43 |            |
| 42        | 3    | 1    | Rafael Ponce De Leon  | Peru                     | 1.52,75 |            |
| 43        | 4    | 8    | Max Mannes            | Luxemburg                | 1.52,76 |            |
| 44        | 2    | 3    | Enkhtamir Batbayar    | Mongoliet                | 1.52,96 |            |
| 45        | 4    | 7    | Dulyawat Kaewsriyong  | Thailand                 | 1.53,01 |            |
| 46        | 4    | 9    | Ngô Đình Chuyền       | Vietnam                  | 1.53,64 |            |
| 47        | 1    | 2    | Alex Sobers           | Barbados                 | 1.53,93 |            |
| 48        | 3    | 9    | Matthieu Seye         | Senegal                  | 1.54,16 |            |
| 49        | 1    | 3    | Oliver Durand         | Namibia                  | 1.54,22 |            |
| 50        | 3    | 2    | Omar Abbass           | Syrien                   | 1.54,28 |            |
| 51        | 3    | 8    | Egor Covaliov         | Moldavien                | 1.54,43 |            |
| 52        | 2    | 6    | Henrique Mascarenhas  | Angola                   | 1.54,82 |            |
| 53        | 2    | 4    | Anthony Piñeiro       | Dominikanska republiken  | 1.55,85 |            |
| 54        | 2    | 2    | Monyo Maina           | Kenya                    | 1.56,15 |            |
| 55        | 3    | 3    | James Richard Allison | Caymanöarna              | 1.56,18 |            |
| 56        | 2    | 7    | Isaac Beitia          | Panama                   | 1.56,31 |            |
| 57        | 2    | 8    | Nasir Hussain         | Nepal                    | 1.56,39 |            |
| 58        | 1    | 7    | Zaid Al-Sarraj        | Saudiarabien             | 1.57,85 |            |
| 59        | 2    | 0    | Khaled Al-Otaibi      | Kuwait                   | 1.58,02 |            |
| 60        | 3    | 6    | Ryan Barbe            | Marocko                  | 1.58,07 |            |
| 61        | 2    | 1    | Mahmoud Abu Gharbieh  | Palestina                | 1.58,24 |            |
| 62        | 3    | 0    | Luka Kukhalashvili    | Georgien                 | 1.58,79 |            |
| 63        | 2    | 9    | Kaeden Gleason        | Amerikanska Jungfruöarna | 1.59,66 |            |
| 64        | 1    | 4    | Israel Poppe          | Guam                     | 2.02,60 |            |
| 65        | 1    | 5    | Sangay Tenzin         | Bhutan                   | 2.04,13 |            |
| 66        | 1    | 6    | Mohamed Shiham        | Maldiverna               | 2.06,32 |            |
| 67        | 1    | 1    | Ali Abdulla Al-Nuaimi | Qatar                    | 2.07,82 |            |

### Semifinaler
Semifinalerna startade den 12 februari klockan 20:11.
| Placering | Heat | Bana | Namn                | Nationalitet   | Tid     | Noteringar |
| --------- | ---- | ---- | ------------------- | -------------- | ------- | ---------- |
| 1         | 2    | 5    | Danas Rapšys        | Litauen        | 1.44,96 | 0Q0        |
| 2         | 2    | 7    | Hwang Sun-woo       | Sydkorea       | 1.45,15 | 0Q0        |
| 3         | 2    | 4    | Lukas Märtens       | Tyskland       | 1.45,21 | 0Q0        |
| 4         | 2    | 3    | Luke Hobson         | USA            | 1.45,53 | 0Q0        |
| 5         | 1    | 3    | Elijah Winnington   | Australien     | 1.45,90 | 0Q0        |
| 6         | 1    | 4    | Rafael Miroslaw     | Tyskland       | 1.45,95 | 0Q0        |
| 7         | 1    | 1    | Guilherme Costa     | Brasilien      | 1.46,06 | 0Q0        |
| 8         | 1    | 5    | Duncan Scott        | Storbritannien | 1.46,24 | 0Q0        |
| 9         | 2    | 6    | Kai James Taylor    | Australien     | 1.46,37 |            |
| 10        | 1    | 6    | Katsuhiro Matsumoto | Japan          | 1.46,53 |            |
| 11        | 2    | 2    | Lucas Henveaux      | Belgien        | 1.46,75 |            |
| 12        | 1    | 7    | Ji Xinjie           | Kina           | 1.46,92 |            |
| 13        | 1    | 8    | Denis Loktev        | Israel         | 1.47,11 |            |
| 14        | 2    | 1    | Kamil Sieradzki     | Polen          | 1.47,33 |            |
| 15        | 1    | 2    | Lee Ho-joon         | Sydkorea       | 1.47,38 |            |
| 16        | 2    | 8    | Felix Auböck        | Österrike      | 1.48,03 |            |

### Final
Finalen startade den 13 februari klockan 19:02.
| Placering | Bana | Namn              | Nationalitet   | Tid     | Noteringar |
| --------- | ---- | ----------------- | -------------- | ------- | ---------- |
| 1         | 5    | Hwang Sun-woo     | Sydkorea       | 1.44,75 |            |
| 2         | 4    | Danas Rapšys      | Litauen        | 1.45,05 |            |
| 3         | 6    | Luke Hobson       | USA            | 1.45,26 |            |
| 4         | 3    | Lukas Märtens     | Tyskland       | 1.45,33 |            |
| 5         | 7    | Rafael Miroslaw   | Tyskland       | 1.45,84 |            |
| 6         | 8    | Duncan Scott      | Storbritannien | 1.45,86 |            |
| 7         | 2    | Elijah Winnington | Australien     | 1.46,20 |            |
| 8         | 1    | Guilherme Costa   | Brasilien      | 1.46,87 |            |